# Mollie
Mollie B.V. ist ein niederländisches Fintech-Unternehmen mit Sitz in Amsterdam, das als Payment Service Provider (PSP) Zahlungs- und Geldmanagementlösungen für Unternehmen in Europa anbietet. Mollie ist als E-Geld-Institut bei der De Nederlandsche Bank (DNB) lizenziert (Beziehungsnummer F0038) und betreibt im Vereinigten Königreich über die Tochtergesellschaft Mollie UK Ltd ein von der Financial Conduct Authority (FCA) reguliertes Zahlungsinstitut (FRN 977968).

## Geschichte
Das Unternehmen wurde 2004 von Adriaan Mol gegründet. Im Rahmen der internationalen Expansion übernahm der frühere Worldpay-Manager Shane Happach am 1. April 2021 die Position des CEO.

### CEO-Wechsel
Am 25. Januar 2023 wurde Koen Köppen, zuvor CTO bei Mollie und davor mehrjähriger CTO von Klarna, zum neuen CEO ernannt. Sein Amtseintritt war zunächst abhängig von der Zustimmung der De Nederlandsche Bank (DNB) und des Betriebsrats. Er löste damit Shane Happach ab, der das Unternehmen verließ, um eine Führungsposition in Asien anzutreten.

### Finanzierung
- 2019: Series-A-Finanzierungsrunde über 25 Mio. €.[6]
- 2020: Series-B-Finanzierungsrunde über 90 Mio. €, angeführt von TCV; Bewertung über 1 Mrd. US-Dollar.[7]
- 2021: Series-C-Finanzierungsrunde über 665 Mio. € (800 Mio. US-Dollar) unter Führung von Blackstone Growth, u. a. mit EQT Growth, General Atlantic, HMI Capital und Alkeon; Bewertung rund 5,4 Mrd. € (6,5 Mrd. US-Dollar).[8]

### Entwicklung seit 2024
Für das Geschäftsjahr 2024 meldete Mollie Umsatzerlöse von 214 Mio. € (+28 % gegenüber dem Vorjahr) und einen Rohertrag von 115 Mio. € (+30 %).

## Regulierung und Struktur
Mollie ist als E-Geld-Institut im DNB-Register gelistet und besitzt grenzüberschreitende Erlaubnisse gemäß PSD2. In Großbritannien agiert Mollie UK Ltd als Payment Institution mit FCA-Lizenz (FRN 977968). Kundengelder werden über Treuhand- bzw. Safeguarding-Strukturen getrennt vom Firmenvermögen gehalten.

## Produkte und Dienstleistungen
Das Unternehmen bietet eine Checkout-Plattform mit APIs, Plugins und Integrationen für gängige Shopsysteme. Unterstützte Bezahlarten sind u. a. Visa, Mastercard, American Express, iDEAL, Bancontact, SEPA-Lastschrift und -Überweisung, Apple Pay, PayPal, Klarna, Giropay, EPS, Belfius/KBC Payment Button, Przelewy24 und Sofortüberweisung. Ergänzende Angebote umfassen Recurring Payments, Payment Links, Acceptance & Risk, Invoicing, Capital und Connect für Plattformen.

## Marktposition
Mollie positioniert sich als europäischer PSP mit starker Lokalisierung, entwicklerfreundlicher API und Out-of-the-box-Integrationen. Laut EQT Growth gehört Mollie seit 2021 zu den größten europäischen PSPs; 2021 wurden über 120.000 aktive Händler gemeldet, und das abgewickelte Zahlungsvolumen sollte sich im Vergleich zu 2020 auf etwa 20 Mrd. € verdoppeln.

## Kennzahlen
- Kunden/Unternehmen: 250.000+ (Unternehmensangabe, 2025)[1]
- Mitarbeitende: ~850 (2025)[1]

## Standorte
Hauptsitz ist Amsterdam; Mollie arbeitet europaweit mit Teams u. a. in Lissabon und London und betreibt länderspezifische Präsenzen in der EU und im Vereinigten Königreich.